# 秘密のアナ部屋
『秘密のアナ部屋』（ひみつのアナべや）は、2010年4月11日から同年12月26日までIBC岩手放送で放送されていたラジオ番組。

## 概要
IBCの公式サイト内のアナウンサーブログ『アナ部屋』のラジオ版。番組はIBCのアナウンサーが集う喫茶店という設定になっており、普段の放送では語りきれない裏話やプライベートトークなどを語る。
出演するアナウンサーは、番組のエンディングや番宣CM、他の自社制作生ワイド番組内で予告されていた。

## 放送日時
- 日曜 21:00 - 21:30

## 出演者
- 加藤久智（『アナ部屋』のマスター・K役）

その他、IBCのアナウンサーが数名週替わりで出演。